# Dallas Bixler
Dallas Bixler (Hutchinson (Kansas), Estados Unidos, 17 de febrero de 1910-Buena Park (California), Estados Unidos, 13 de agosto de 1990) fue un gimnasta artístico estadounidense, campeón olímpico en Los Ángeles 1932 en barra horizontal.

## Carrera deportiva
En las Olimpiadas de Los Ángeles 1932 ganó el oro en la prueba de barra fija, quedando situado en el podio por delante de los finlandeses Heikki Savolainen y Einari Teräsvirta.